# Branquinho da Fonseca
António José Branquinho da Fonseca GOSE (Mortágua, Mortágua, 4 de Maio de 1905 – Cascais, Cascais, 7 de maio de 1974) foi um escritor português. Os seus primeiros textos eram assinados com o pseudónimo António Madeira. Experimentou vários modos e géneros literários, desde o poema lírico ao romance, passando pela novela, o texto dramático e o poema em prosa, mas, como o próprio dizia, a sua expressão natural era o conto. Como artista, interessou-se também pela fotografia, o desenho, o cinema e o design gráfico. Foi conservador do Registo Civil em Marvão e Nazaré, e do Museu-Biblioteca Conde de Castro Guimarães em Cascais. Por proposta sua, foi criado em 1958, o Serviço de Bibliotecas Itinerantes da Fundação Calouste Gulbenkian, o qual havia de dirigir até o ano da sua morte. Em sua homenagem, a Câmara Municipal de Cascais criou o Prémio Branquinho da Fonseca de Conto Fantástico em 1995 e, em 2001, foi instituído o Prémio Branquinho da Fonseca Expresso/Gulbenkian numa parceria entre a Fundação Calouste Gulbenkian e o jornal Expresso.

## Vida
Filho de Clotilde Madeira Branquinho e do escritor Tomás da Fonseca, Branquinho da Fonseca nasceu em Mortágua, Mortágua, e completou os primeiros anos do Liceu em Lisboa, partindo depois para Coimbra, onde termina os seus estudos secundários. Formou-se em direito na Faculdade de Direito de Coimbra, no ano de 1930. Ainda como estudante participa da fundação da revista Tríptico (1924 – 1925), da qual se publicaram 9 números.
Em 1926 faz sua estréia literária com a obra "Poemas". No ano seguinte, mais precisamente no dia 10 de março, quando ainda era estudante de Direito, funda, juntamente com José Régio e João Gaspar Simões, a revista Presença, considerada o marco inicial da segunda fase do modernismo português, ou "presencista". Para compreendermos Branquinho da Fonseca, "deveremos lembrar a principal característica desse movimento: a total liberdade de criação artística, movida pela necessidade de cada qual poder assumir a sua própria verdade e sensibilidade, donde a assumpção de um individualismo subjectivo bastante descomprometido com o social e o político [...]". Exerceu o cargo de director da revista até 16 de Junho de 1930, data em que, conjuntamente com Miguel Torga e Edmundo de Bettencourt, se desliga definitivamente da Presença, indignado com os novos rumos que esta tomava, uma vez que considerava haver imposição de limites à liberdade criativa. Ainda nesse ano, funda em conjunto com Miguel Torga a revista Sinal, da qual apenas um número foi publicado, tendo sido substituído na direcção da Presença por Adolfo Casais Monteiro.
Foi iniciado na Maçonaria em 1931 no Triângulo de Vagos, com o nome simbólico de Gil Vicente.
Em 1942 passa a exercer a função de Conservador no Museu Biblioteca Conde de Castro Guimarães.
No exercício das suas funções como Conservador  cria, em 1953, o projecto de uma biblioteca-itinerante, a primeira. do género em Portugal. Consequentemente, é convidado, em 1958, por Azeredo Perdigão para fundar e dirigir o Serviço de Bibliotecas Itinerantes da Fundação Calouste Gulbenkian. Entre esta data e o ano em que faleceu (1974), período em que permaneceu à frente do referido projecto, o escritor não voltou a publicar nenhum livro de criação pessoal, tendo-se limitado à edição de antologias temáticas. Tem uma rua com o seu nome na Amadora e outra em Cascais, Portugal, e outra ainda em Mortágua, sua terra natal.

## Obra
Formalmente diversificada, a obra de Branquinho da Fonseca não deixa de ser, no entanto, equacionada sob uma orientação estético-literária nitidamente contística, da qual são testemunho as obras Caminhos Magnéticos, O Barão, Rio Turvo e Bandeira Preta. Mesmo o único romance do escritor, Porta de Minerva (1947), afasta-se de uma sintaxe subordinativa típica no romance “mais convencional” e aproxima-se de uma estrutura descosida e fragmentada, sendo constituído por um conjunto de narrativas breves interligadas pela recorrência de um espaço social bem determinado.
Assim, no seu todo, mas de forma mais marcada na vertente do conto, a obra de Branquinho da Fonseca firma-se num "gosto pelo mítico, o simbólico, vinculado a um permanente sabor de aventura literária, evidente na experimentação de novas soluções estruturais e mesmo situacionais", chegando a ser classificada como "realismo fantástico", uma vez que consegue "sugerir um halo de mistério, de medo ou pesadelo indefinido, de constante surpresa na perseguição a um impreciso ideal, sem todavia nos desprender de um senso de verossimilhança, antes como que acordando nesse halo misterioso os ecos emotivos da realidade."
Encontra-se colaboração da sua autoria no semanário Mundo Literário (1946-1948) e na revista Litoral (1944-1945).

### O Barão
São várias as fontes que apontam O Barão como a obra-prima de Branquinho da Fonseca e , também, como uma das mais notáveis espécimes da novelística portuguesa de todos os tempos. Contudo, há discordância quanto ao género a que a obra pertence: uns defendem que se trata de um conto, outros de uma novela.
O texto da obra é composto pela narração da viagem de um inspector escolar a uma zona remota da província, onde irá encontrar, na noite da chegada, a figura de um aristocrata excêntrico e decadente, o "Barão", que pouco a pouco se vai tornando enigmático, exercendo um fascínio cada vez maior sobre o narrador e adquirindo um estatuto mítico, quer pelo modo como domina o seu estranho microcosmos, quer pela magia dessa noite quase irreal em que ambos irão depor uma rosa no "castelo da Bela-Adormecida".
O filme "O Barão", de Edgar Pêra, foi baseado nesta obra.
A 13 de Julho de 1981 foi feito Grande-Oficial da Ordem Militar de Sant'Iago da Espada a título póstumo.

## Obras publicadas

### Poesia
- Poemas - 1926;
- Mar Coalhado - 1932;
- Poesias - 1964;

### Teatro
- Posição de Guerra - 1928;
- Teatro I - 1939;

### Contos
- Zonas - 1931;
- Caminhos Magnéticos - 1938;
- O Barão - 1942;
- Rio Turvo - 1945;
- Bandeira Preta - 1956;

### Romance
- Porta de Minerva - 1947;

### Novela
- Mar Santo - 1952.

### Antologias organizadas
- Contos Tradicionais Portugueses
- As Grandes Viagens Portuguesas